# Claude Criquielion
Claude Criquielion (Lessines, 11 de gener de 1957 — Aalst, 18 de febrer de 2015) va ser un ciclista belga, que fou professional entre 1979 i 1991, durant els quals aconseguí 57 victòries.
El major èxit de la seva carrera esportiva fou la victòria al Campionat del món de ciclisme que es disputà el 1984 a Barcelona. El 1988 va estar a prop de repetir triomf, però el canadenc Steve Bauer el va tancar a l'hora de l'esprint, la qual cosa provocà la seva caiguda i el privà així d'un títol que va anar a parar a mans de l'italià Maurizio Fondriest.
A les grans voltes el millor resultat fou una tercera posició a la Volta a Espanya de 1980 i una cinquena posició al Tour de França de 1986. Mai aconseguí guanyar cap etapa en cap de les tres.
Entre el 2000 i el 2004 fou director esportiu de l'equip Lotto i a partir del 2005 va dirigir l'equip Landbouwkrediet-Colnago.

## Palmarès
- 1979
  - 1r a la Setmana Catalana
  - 1r a l'Escalada a Montjuïc
- 1980
  - Vencedor d'una etapa del Dauphiné Libéré
  - Vencedor d'una etapa de la Tirrena-Adriàtica
- 1982
  - 1r a la Fletxa Brabançona
- 1983
  - 1r a la Clàssica de Sant Sebastià
- 1984
  -  Campió del món de ciclisme en ruta
  - 1r a l'Escalada a Montjuïc
  - 1r al Gran Premi Eddy Merckx
- 1985
  - 1r a la Fletxa Valona
  - 1r a la Polynormande
- 1986
  - 1r al Tour de Romandia
  - 1r a la Midi Libre i vencedor de 2 etapes
- 1987
  - 1r al Tour de Flandes
  - 1r a Le Samyn
- 1988
  - 1r a la Midi Libre i vencedor d'una etapa
  - 1r al Gran Premi de Valònia
- 1989
  - 1r a la Fletxa Valona
- 1990
  -  Campió de Bèlgica en ruta

### Resultats al Tour de França
- 1979. 9è de la classificació general
- 1980. 13è de la classificació general
- 1981. 9è de la classificació general
- 1982. Abandona (17a etapa)
- 1983. 18è de la classificació general
- 1984. 9è de la classificació general
- 1985. 18è de la classificació general
- 1986. 5è de la classificació general
- 1987. 11è de la classificació general
- 1988. 14è de la classificació general
- 1989. 36è de la classificació general
- 1990. 9è de la classificació general

### Resultats a la Volta a Espanya
- 1980. 3r de la classificació general
- 1982. Abandona

### Resultats al Giro d'Itàlia
- 1989. 7è de la classificació general